# 844 Leontina
844 Leontina este o planetă minoră (asteroid), cu un diametru de 39,9 km, din centura de asteroizi. A fost descoperită pe 1 octombrie 1916 la Observatorul din Viena de Joseph Rheden⁠(d) și a fost numită după Lienz. 
Obiectul prezintă o orbită caracterizată de o semiaxă mare de 3,2011755286236 UAi, o excentricitate de 0,069267635421496, o înclinație de 8,791 ° în raport cu ecliptica.